# Jean Alexandre François Le Mat

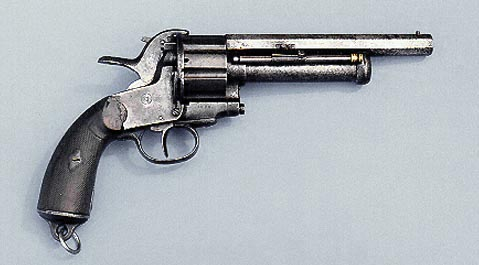
Un revolver LeMat.

Le docteur Jean Alexandre François Le Mat - orthographié LeMat dans un contexte anglo-saxon - (15 avril 1821 à Bordeaux – 28 juillet 1895 à Provins) est l'inventeur du revolver LeMat, utilisé par les troupes confédérées pendant la guerre de Sécession.

## Biographie
Jean Alexandre François Le Mat, alors qu'il est médecin à La Nouvelle-Orléans, dépose le 21 octobre 1856 le brevet américain n° 15925 pour la conception de son revolver. En 1859, il dépose des brevets au Royaume-Uni pour ce même modèle, avant de concevoir plus tard un fusil faisant appel au même principe.
Il est revenu en France après la guerre de Sécession et a mené une légion d'Américains pendant la guerre franco-prussienne. Alors que de nombreuses sources situent son année de mort en 1883, les sources les plus crédibles attestent qu'il est mort en 1895, ce que confirme son acte de décès.